# Дев'ята сесія
Дев'ята сесія (англ. Session 9) — американський фільм жахів 2001 року.

## Сюжет
Бригада по знищенню азбесту отримала вигідний контракт на очищення занедбаної психіатричної лікарні. Взявшись за роботу, хлопці не очікували, що в похмурих підвалах, занедбаних сховищах і сирих палатах старої лікарні дотепер жива атмосфера жаху і ненависті, що переповнювала змучені душі хворих, які колись жили і померли тут. За кілька днів гнітюча аура цього моторошного місця перетворить найкращих друзів у заклятих ворогів і параноїків, що стали жертвами убивчого безумства.

## У ролях
- Девід Карузо — Філ
- Стівен Геведон — Майк
- Пол Гілфойл — Білл Гріггс
- Джош Лукас — Хенк
- Пітер Муллан — Гордон Флемінг
- Брендан Секстон III — Джефф
- Чарлі Бродерік — охорона
- Лонні Фармер — доктор (озвучка)
- Ларрі Фесенден — Крейг Макманус
- Джуріан Хьюз — Мері Гоббс (озвучка)
- Шила Стасек — Венді (озвучка)
- Шон Дейлі — видіння